# Phyllonorycter crimea
Phyllonorycter crimea là một loài bướm đêm thuộc họ Gracillariidae. Nó được tìm thấy ở Krym in Ukraina.